# Ralph Knebel (Schriftsteller)
Ralph Knebel (* 1935 in Königsberg; † 1990 in Berlin) war ein deutscher Schriftsteller.

## Leben
Nach dem Abitur in Potsdam begann Ralph Knebel 1953 mit dem Studium der Germanistik in Ost-Berlin. 1957 kam er zum Rundfunk der DDR, wo er als Autor zahlreiche Radio-Features und Hörspiele verfasste. Einen Namen hat sich Knebel auch als Drehbuchautor für Fernsehspiele und zweier Kinofilme gemacht.

## Auszeichnungen
- 1963 Literaturpreis des FDGB

## Filmografie
- 1967: Das Mädchen auf dem Brett – Regie: Kurt Maetzig, DEFA-Spielfilm
- 1969/70: Aus unserer Zeit. Episode 4: Der Computer sagt: nein – Regie: Kurt Maetzig, DEFA-Spielfilm

## Hörspiele und Features
- 1961: Mit Rolf Gumlich: Einen großen Whisky für den Fisch – Regie: Fritz-Ernst Fechner (Rundfunk der DDR)
- 1963: Mit Rolf Gumlich: Zwischenbilanz – Regie: Helmut Hellstorff (Rundfunk der DDR)
- 1968: Heimsuchungen eines Eingesessenen – Regie: Peter Kupke (Rundfunk der DDR)
- 1969: Rücksicht auf einen Brigadier – Regie: Edgar Kaufmann (Rundfunk der DDR)
- 1970: Und nicht vergessen warum – Regie: Fritz Göhler (Hörspiel – Rundfunk der DDR)
- 1973: Die Suche nach dem Vaterland – Regie: Fritz-Ernst Fechner (Feature – Rundfunk der DDR)
- 1980: Linie 18 oder Das große Straßenbahnspiel – Regie: Hannelore Solter (Feature – Rundfunk der DDR)
- 1986: Jeder stirbt für sich allein – Hörspielbearbeitung des Romans von Hans Fallada, Regie: Werner Grunow (Rundfunk der DDR)
- 1988: „Küsse kann man nicht schreiben“ – Bismarck (Feature – Rundfunk der DDR)